# Antoni Koncman
Antoni Koncman (ur. 10 maja 1902 w Łodzi, zm. 14 września 1985 tamże) – kolejarz, działacz  Polskiego Towarzystwa Turystyczno-Krajoznawczego (PTTK)

## Nauka i praca
Po ukończeniu szkoły handlowej w Łodzi pracował w PKP, gdzie przepracował całe swoje życie zawodowe, ostatnio jako starszy referendarz w służbie ruchu. 

## Pozazawodowe działania społeczne w turystyce
Z turystyką zetknął się w 1917 w harcerstwie, a także na wycieczkach organizowanych przez Łódzki Oddział Polskiego Towarzystwa Krajoznawczego (PTK) choć członkiem nie był.
Z PTTK związał się w 1954 (zachęcony i wprowadzony do działalności przez swego syna Włodzimierza, stąd często zwano go „Tatą”). Członkiem PTTK został w 1957. Działał w Komisji Turystyki Pieszej zarówno Łódzkiego Oddziału PTTK jak i Okręgu PTTK w Łodzi. W latach 1964–1968 był członkiem Oddziałowej Komisji Rewizyjnej. W 1963 uzyskał uprawnienia Przodownika Turystyki Pieszej. Od 1964 był aż do śmierci był działaczem Okręgowej i potem Wojewódzkiej Komisji Turystyki Pieszej, początkowo członkiem, w latach 1967–1969 jej sekretarzem, w latach 1969–1981 wiceprzewodniczącym, a od 1981 honorowym przewodniczącym. W 1967 mianowany został Honorowym Przodownikiem Turystyki Pieszej.
Przy organizacji rajdów współpracował z Oddziałowymi Komisjami Turystyki Pieszej, szczególnie w Warcie i Ozorkowie. Od 1967 prowadził Okręgowy i Wojewódzki Referat Weryfikacyjny Odznaki Turystyki Pieszej OTP. W pierwszym okresie przyznawania odznaki „Za wytrwałość w turystyce pieszej” weryfikował te odznaki turystom z całej Polski. Do ostatnich dni życia weryfikował łódzkim turystom normy na tę odznakę. Zmarł 14 września 1985, spoczywa na cmentarzu Doły w Łodzi.

## Wyróżnienia
Uhonorowany był wieloma odznaczeniami turystycznymi i resortowymi m.in. 
- Złotą Odznaką „Zasłużony Działacz Turystyki”.
- Złotą Honorową Odznaką PTTK.
- Honorową Odznaką Miasta Łodzi.
- Honorową Odznaką województwa łódzkiego.
- Odznaką „Za zasługi dla ZW PTTK w Łodzi” i innymi.